# ロストヴェツの戦い
ロストヴェツの戦い（ロシア語: Битва у Ростовца）は、1176年のロストヴェツ（現存しない都市。現ウクライナ・ヴィーンヌィツャ州内）近郊において、キエフ公国軍とポロヴェツ族軍の間において行われた戦いである。戦闘はポロヴェツ族の勝利に終わった。
1176年、ポロヴェツ族のポロシエ侵略を察知したキエフ大公ロマンは、兄弟のリューリクと、息子のヤロポルク、ムスチスラフを長とする軍を派遣した。結果はポロヴェツ族の勝利に終わるが、この戦闘の詳細は記されていない。なお、ルーシの年代記（レートピシ）は、ロマンの兄弟のダヴィドはこの戦闘に参加していないことを述べているが、『イーゴリ遠征物語』においては、ダヴィドはリューリクと共に参戦したという記述になっている。
いずれにせよ、敗戦の後、その責を負うという名目で、チェルニゴフ公スヴャトスラフがロマンに対し、キエフ公国領内のダヴィドの所領の割譲を要求した。さらにスヴャトスラフはポロヴェツ族やオレグ家(ru)（主にチェルニゴフ公国の公を輩出した家系。スヴャトスラフも属する）の支援を受け、キエフ大公位をも得た。なお、この後にはスヴャトスラフはポロヴェツ族のステップへの遠征軍を組織してもいる。